# فول أوت (مسلسل)
فول أوت (بالإنجليزية: Fallout) هو مسلسل نهاية العالم وما بعدها قادم من تطوير ليزا جوي وجوناثان نولان مبني على سلسلة ألعاب فيديو تحمل نفس الاسم. المسلسل من بطولة والتون جوجينز، إيليا بورنيل وكايل ماكلاشلان، من المقرر صدوره على منصة أمازون برايم فيديو. اني حتا مشي م امشي

## روابط خارجية
- فول أوت على موقع IMDb (الإنجليزية)
- فول أوت على موقع ميتاكريتيك (الإنجليزية)
- فول أوت على موقع روتن توميتوز (الإنجليزية)
- فول أوت على موقع فيلمافينيتي (الإسبانية)
- فول أوت على موقع كينوبويسك (الروسية)
- فول أوت على موقع ألو سيني (الفرنسية)
- فول أوت على موقع قاعدة بيانات الفيلم (الإنجليزية)